# Anne Halkett
Anne Halkett   (Regne d'Anglaterra, 4 de gener de 1622 - 22 d'abril de 1699) va ser una escriptora religiosa i autobiògrafa.

## Joventut
El pare de Halkett, Thomas Murray, era tutor dels nens del rei Jaume I d'Anglaterra. Més tard esdevingué membre de l'equip directiu de l'Eton College. La seva mare era institutriu dels nens del rei. Quan Thomas Murray va morir, Halkett va ser educada per la seva mare. Va aprendre francès, dansa, medicina, música, costura, religió i cirurgia. La seva educació religiosa era extensa, i va llegir la Bíblia, deia oracions diàries i anava a l'església regularment.

## Biografia
La primera relació amorosa de Halkett va ser amb Thomas Howard. Tot i que Howard era d'una família ben posicionada, no era ric, i això va generar problemes per acceptar el matrimoni entre les famílies. Perquè no actués imprudentment, la seva mare va fer que Anne dormís amb una altra persona a l'habitació i li va prohibir de tornar a veure Howard. Per no desobeir la seva mare, Halkett es va acomiadar de Howard amb els ulls embenats. La seva relació amb Howard va crear una ruptura entre ella i la seva mare que va durar quatre mesos. Tot i que Howard va jurar que mai es casaria amb una altra dona, més tard va trencar aquesta promesa. Halkett considera als seus escrits que aquell matrimoni va ser infeliç per a Howard.
Halkett va tenir una relació amb el coronel realista Joseph Bampfield. Va col·laborar amb ell per la causa del realisme durant la Guerra Civil anglesa. Van va rescatar James, Duc de York, (futur Jaume II d'Anglaterra i VII d'Escòcia) de la captivitat parlamentària. Halkett el va disfressar de dona perquè es pogués escapar al continent europeu, i va comentar a la seva autobiografia que "quedava molt bonica". Llavors li va donar alguna cosa per menjar i li va enviar un pastís especial que sabia que li va agradaria. Sembla que Halkett esperava que s'acabarien casant. Tanmateix, Bampfield es volia mantenir vidu fins que va conèixer que la seva dona encara era viva.
Halkett practicava la medicina a Escòcia. Més tard esdevingué institutriu a la casa de James Halkett, un vidu amb dues filles. S'hi va casar el 1656. Durant el seu primer embaràs va escriure The Mother's Will to her Unborn Child, el manuscrit del qual es pot trobar a la Biblioteca Nacional d'Escòcia. Halkett se sentia afortunadament d'haver estat casada amb James durant 20 anys. Quan va morir es va quedar amb els diners insuficients per ajudar la seva família, i va centrar la seva vida en formar nens de la noblesa a casa seva. Les dificultats financeres van reduir-se quan Jaume II va decidir proporcionar-li una pensió per servir-lo durant la Guerra Civil anglesa.
Quan va morir, Halkett va deixar escrits 21 folis i quatre volums manuscrits que escrits entre 1644 i els últims anys de 1690. Aquests manuscrits estan a la Biblioteca Nacional d'Escòcia.

## Escrits
Els escrits de Halkett inclouen una extensa autobiografia, meditacions religioses i Instruccions per la Joventut. Per Halkett, escrivint sobre el que havia llegit, els seus somnis, i les seves esperances pels seus fills era una part de les seves devocions domèstiques diàries i un plaer. Els seus escrits religiosos semblen compostos durant un període de cinquanta-cinc anys (1644–99).
L'autobiografia és un record franc d'esdeveniments personals i polítics durant la Guerra Civil anglesa. Va ser escrit entre 1677 i 1678. Halkett explica amb detall les seves relacions amoroses i el seu matrimoni. Està escrit amb suspens narratiu, i el diàleg s'utilitza per capturar les emocions de Halkett i seus amants.